# گارنیک دانیلیان
گارنیک پاولی دانیلیان (ارمنی: Գառնիկ Պավելի Դանիելյան؛ زادهٔ ۲۴ اکتبر ۱۹۸۴) یک مورخ، سیاستمدار اهل ارمنستان است که از تاریخ ۲۰۲۱ تا تاریخ ۲۰۲۶ سمت نمایندگی دوره هشتم مجلس ملی جمهوری ارمنستان را برعهده داشت.

## زندگی‌نامه
در ۲۴ اکتبر ۱۹۸۴ در ایجوان به دنیا آمد و از شعبه ایجوان دانشگاه دولتی ایروان فارغ‌التحصیل شد. 